# Михайлишин Павло
Павло Андрійович Михайлишин (псевдо: «Ярий»; 1926, с. Цебрів, нині Тернопільський район, Тернопільська область — 23 травня 1952, с. Чернихів, нині Тернопільський район, Тернопільська область) — український військовик, лицар Бронзового хреста бойової заслуги УПА.

## Життєпис
Член референтури СБ ОУН Тернопільського надрайону/округи ОУН, зв’язковий (1947? – 1949), бойовик керівника Тернопільського окружного проводу ОУН (літо 1949 – 05.1952).
Загинув у бою з опергрупою МДБ в черняхівському лісі Зборівського району Тернопільської області 23 травня 1952 року разом з Василем Беєм-«Уласом»

## Нагороди
- Згідно з Наказом військового штабу воєнної округи 3 «Лисоня» ч. 1/48 від 30 червня 1948 року бойовик керівника Тернопільського окружного проводу ОУН Павло Михайлишин-«Ярий» нагороджений Бронзовим хрестом бойової заслуги УПА.
- Відзначений медаллю «За боротьбу в особливо важких умовах» (10.10.1948).